# Coupe COSAFA 2002
Navigation
Édition précédente Édition suivante
La Coupe COSAFA 2002 est la sixième édition de cette compétition organisée par la COSAFA. Elle est remportée par l'Afrique du Sud.

## Tour de qualification
| Botswana | 0 - 0 4 - 5 tab | Afrique du Sud |

| Maurice | 2 - 3 | Madagascar |

| Lesotho | 0 - 2 | Mozambique |

| Swaziland | 2 - 1 | Namibie |

## Phase finale
|  | Quarts de finale                 | Quarts de finale       | Quarts de finale         | Quarts de finale       |                |                | Demi-finales            | Demi-finales            | Demi-finales            | Demi-finales            |  |  | Finale                                         | Finale                                         | Finale                                         | Finale                                         |
|  |                                  |                        |                          |                        |                |                |                         |                         |                         |                         |  |  |                                                |                                                |                                                |                                                |
|  | 18 mai 2002 à Blantyre           | 18 mai 2002 à Blantyre | 18 mai 2002 à Blantyre   | 18 mai 2002 à Blantyre |                |                | 10 août 2002 à Blantyre | 10 août 2002 à Blantyre | 10 août 2002 à Blantyre | 10 août 2002 à Blantyre |  |  | 21 et 28 septembre 2002 à Blantyre puis Durban | 21 et 28 septembre 2002 à Blantyre puis Durban | 21 et 28 septembre 2002 à Blantyre puis Durban | 21 et 28 septembre 2002 à Blantyre puis Durban |
|  | 18 mai 2002 à Blantyre           | 18 mai 2002 à Blantyre | 18 mai 2002 à Blantyre   | 18 mai 2002 à Blantyre |                |                | 10 août 2002 à Blantyre | 10 août 2002 à Blantyre | 10 août 2002 à Blantyre | 10 août 2002 à Blantyre |  |  | 21 et 28 septembre 2002 à Blantyre puis Durban | 21 et 28 septembre 2002 à Blantyre puis Durban | 21 et 28 septembre 2002 à Blantyre puis Durban | 21 et 28 septembre 2002 à Blantyre puis Durban |
|  | Malawi                           | Malawi                 | 2                        | 2                      |                |                | 10 août 2002 à Blantyre | 10 août 2002 à Blantyre | 10 août 2002 à Blantyre | 10 août 2002 à Blantyre |  |  | 21 et 28 septembre 2002 à Blantyre puis Durban | 21 et 28 septembre 2002 à Blantyre puis Durban | 21 et 28 septembre 2002 à Blantyre puis Durban | 21 et 28 septembre 2002 à Blantyre puis Durban |
|  | Malawi                           | Malawi                 | 2                        | 2                      |                |                | 10 août 2002 à Blantyre | 10 août 2002 à Blantyre | 10 août 2002 à Blantyre | 10 août 2002 à Blantyre |  |  | 21 et 28 septembre 2002 à Blantyre puis Durban | 21 et 28 septembre 2002 à Blantyre puis Durban | 21 et 28 septembre 2002 à Blantyre puis Durban | 21 et 28 septembre 2002 à Blantyre puis Durban |
|  | Angola                           | Angola                 | 1                        | 1                      |                |                | 10 août 2002 à Blantyre | 10 août 2002 à Blantyre | 10 août 2002 à Blantyre | 10 août 2002 à Blantyre |  |  | 21 et 28 septembre 2002 à Blantyre puis Durban | 21 et 28 septembre 2002 à Blantyre puis Durban | 21 et 28 septembre 2002 à Blantyre puis Durban | 21 et 28 septembre 2002 à Blantyre puis Durban |
|  | Angola                           | Angola                 | 1                        | 1                      | Malawi         | Malawi         | 1                       | 1                       |                         |                         |  |  | 21 et 28 septembre 2002 à Blantyre puis Durban | 21 et 28 septembre 2002 à Blantyre puis Durban | 21 et 28 septembre 2002 à Blantyre puis Durban | 21 et 28 septembre 2002 à Blantyre puis Durban |
|  | 6 juillet 2002 à Lusaka          |                        |                          |                        | Malawi         | Malawi         | 1                       | 1                       |                         |                         |  |  | 21 et 28 septembre 2002 à Blantyre puis Durban | 21 et 28 septembre 2002 à Blantyre puis Durban | 21 et 28 septembre 2002 à Blantyre puis Durban | 21 et 28 septembre 2002 à Blantyre puis Durban |
|  |                                  |                        | Zambie                   | Zambie                 | 0              | 0              |                         |                         |                         |                         |  |  | 21 et 28 septembre 2002 à Blantyre puis Durban | 21 et 28 septembre 2002 à Blantyre puis Durban | 21 et 28 septembre 2002 à Blantyre puis Durban | 21 et 28 septembre 2002 à Blantyre puis Durban |
|  | Zambie                           | Zambie                 | Zambie                   | Zambie                 | 0              | 0              | 3                       | 3                       |                         |                         |  |  | 21 et 28 septembre 2002 à Blantyre puis Durban | 21 et 28 septembre 2002 à Blantyre puis Durban | 21 et 28 septembre 2002 à Blantyre puis Durban | 21 et 28 septembre 2002 à Blantyre puis Durban |
|  | Zambie                           | Zambie                 | 24 août 2002 à Polokwane |                        |                |                | 3                       | 3                       |                         |                         |  |  | 21 et 28 septembre 2002 à Blantyre puis Durban | 21 et 28 septembre 2002 à Blantyre puis Durban | 21 et 28 septembre 2002 à Blantyre puis Durban | 21 et 28 septembre 2002 à Blantyre puis Durban |
|  | Mozambique                       | Mozambique             | 0                        | 0                      |                |                |                         |                         |                         |                         |  |  | 21 et 28 septembre 2002 à Blantyre puis Durban | 21 et 28 septembre 2002 à Blantyre puis Durban | 21 et 28 septembre 2002 à Blantyre puis Durban | 21 et 28 septembre 2002 à Blantyre puis Durban |
|  | Mozambique                       | Mozambique             | 0                        | 0                      | Malawi         | Malawi         | 1                       | 0                       |                         |                         |  |  |                                                |                                                |                                                |                                                |
|  | 21 juillet 2002 à Port Elizabeth |                        |                          |                        | Malawi         | Malawi         | 1                       | 0                       |                         |                         |  |  |                                                |                                                |                                                |                                                |
|  |                                  |                        | Afrique du Sud           | Afrique du Sud         | 3              | 1              |                         |                         |                         |                         |  |  |                                                |                                                |                                                |                                                |
|  | Afrique du Sud                   | Afrique du Sud         | Afrique du Sud           | Afrique du Sud         | 3              | 1              | 0                       | 4                       |                         |                         |  |  |                                                |                                                |                                                |                                                |
|  | Afrique du Sud                   | Afrique du Sud         |                          |                        |                |                |                         |                         |                         |                         |  |  |                                                |                                                |                                                |                                                |
|  | Madagascar                       | Madagascar             | 0                        | 1                      |                |                |                         |                         |                         |                         |  |  |                                                |                                                |                                                |                                                |
|  | Madagascar                       | Madagascar             | 0                        | 1                      | Afrique du Sud | Afrique du Sud | 4                       | 4                       |                         |                         |  |  |                                                |                                                |                                                |                                                |
|  | 5 mai 2002 à Harare              |                        |                          |                        | Afrique du Sud | Afrique du Sud | 4                       | 4                       |                         |                         |  |  |                                                |                                                |                                                |                                                |
|  |                                  |                        | Swaziland                | Swaziland              | 1              | 1              |                         |                         |                         |                         |  |  |                                                |                                                |                                                |                                                |
|  | Zimbabwe                         | Zimbabwe               | Swaziland                | Swaziland              | 1              | 1              | 0                       | 0                       |                         |                         |  |  |                                                |                                                |                                                |                                                |
|  | Zimbabwe                         | Zimbabwe               |                          |                        |                |                |                         | 0                       |                         |                         |  |  |                                                |                                                |                                                |                                                |
|  | Swaziland                        | Swaziland              | 2                        | 2                      |                |                |                         |                         |                         |                         |  |  |                                                |                                                |                                                |                                                |
|  | Swaziland                        | Swaziland              | 2                        | 2                      |                |                |                         |                         |                         |                         |  |  |                                                |                                                |                                                |                                                |
|  |                                  |                        |                          |                        |                |                |                         |                         |                         |                         |  |  |                                                |                                                |                                                |                                                |

| Vainqueur de la Coupe COSAFA 2002: Afrique du Sud Premier titre |